# A magyar labdarúgó-válogatott mérkőzései 1986-ban
A magyar labdarúgó-válogatottnak 1986-ban tíz találkozója volt. Amilyen jól indult az év, olyan rossz volt a folytatás! Katarban Ázsia válogatottját kétszer is legyőzte a magyar csapat, majd a  házigazdákat is 3–0–ra. Budapesten a Brazília elleni jó hagyományt folytatta a válogatott – az eddigi három mérkőzésből csak egy volt döntetlen a többi győzelem – a mostani 3–0 jó előjel volt a mexikói vb-re.
Első vb-csoport meccsen jött a hideg zuhany, 6–0 a Szovjetuniótól. Kanada elleni győzelem után még volt remény a továbbjutásra, egy döntetlen elég lett volna. Azonban a későbbi vb-bronzérmes Franciaország kemény dió volt, olyan játékosokkal mint Battiston, Amoros, Tigana, Giresse, Papin és Platini simán nyertek 3–0–ra.
A vb-kudarc után Mezey Györgyöt Komora Imre követte a kapitányi poszton.
A világbajnokságot követően az 1988-as Európa-bajnokság selejtezői kezdődtek. Az év végén két mérkőzésre került sor, mindkettőt elvesztette a válogatott.
Szövetségi kapitányok:
- Mezey György 600–606.
- Komora Imre 607–609.

## Eredmények
600. mérkőzés
| 1986. január 30. |

| Ázsia-válogatott | 0–3             | Magyarország                 |
| ---------------- | --------------- | ---------------------------- |
|                  | (0–2) Részletek | Kiprich 3' Esterházy 41' 58' |

| ben-Khalifa-stadion, El Nézőszám: 2 500 Játékvezető: Dzsamál as-Saríf (SYR) |

601. mérkőzés
| 1986. február 1. |

| Ázsia-válogatott | 0–2             | Magyarország                    |
| ---------------- | --------------- | ------------------------------- |
|                  | (0–0) Részletek | Péter 61' (11-esből) Kovács 80' |

| el-Kabir-stadion, Doha Nézőszám: 2 500 Játékvezető: Falládzs as-Sanár (KSA) |

602. mérkőzés
| 1986. február 2. |

| Katar | 0–3             | Magyarország                       |
| ----- | --------------- | ---------------------------------- |
|       | (0–2) Részletek | Hannich 12' Kiprich 37' Détári 50' |

| Doha Nézőszám: 2 000 Játékvezető: Dzsászim Mandí (BHR) |

603. mérkőzés
| 1986. március 16. |

| Magyarország                       | 3–0             | Brazília |
| ---------------------------------- | --------------- | -------- |
| Détári 5' Kovács 60' Esterházy 73' | (1–0) Részletek |          |

| Népstadion, Budapest Nézőszám: 70 000 Játékvezető: Franz Wöhrer (AUT) |

604. mérkőzés – vb-csoport
| 1986. június 2. |

| Szovjetunió                                                                                     | 6–0             | Magyarország |
| ----------------------------------------------------------------------------------------------- | --------------- | ------------ |
| Jakovenko 2' Alejnyikov 4' Belanov 23' (11-esből) Jaremcsuk 66' Dajka 74' (öngól) Rogyionov 79' | (3–0) Részletek |              |

| Estadio Irapuato, Irapuato Nézőszám: 15 000 Játékvezető: Luigi Agnolin (ITA) |

605. mérkőzés – vb-csoport
| 1986. június 6. |

| Magyarország            | 2–0             | Kanada      |
| ----------------------- | --------------- | ----------- |
| Esterházy 2' Détári 75' | (1–0) Részletek | Sweeney 87′ |

| Estadio Irapuato, Irapuato Nézőszám: 10 000 Játékvezető: Dzsamál as-Saríf (SYR) |

606. mérkőzés – vb-csoport
| 1986. június 9. |

| Magyarország | 0–3             | Franciaország                        |
| ------------ | --------------- | ------------------------------------ |
|              | (0–1) Részletek | Stopyra 30' Tigana 62' Rocheteau 84' |

| Estadio León, León Nézőszám: 25 000 Játékvezető: Carlos Silva Valente (POR) |

607. mérkőzés
| 1986. szeptember 9. |

| Norvégia | 0–0       | Magyarország |
| -------- | --------- | ------------ |
|          | Részletek |              |

| Uddevál Stadion, Oslo Nézőszám: 3 000 Játékvezető: Gerard Geurds (NED) |

608. mérkőzés – Eb-selejtező
| 1986. október 15. |

| Magyarország | 0–1             | Hollandia      |
| ------------ | --------------- | -------------- |
|              | (0–0) Részletek | van Basten 68' |

| Népstadion, Budapest Nézőszám: 20 000 Játékvezető: Galler (SUI) |

609. mérkőzés – Eb-selejtező
| 1986. november 12. |

| Görögország                       | 2–1             | Magyarország |
| --------------------------------- | --------------- | ------------ |
| Mitropulosz 38' Anasztopulosz 65' | (1–0) Részletek | Boda 73'     |

| Olimpiai Stadion, Athén Nézőszám: 25 000 Játékvezető: Velodi Miminosvili (URS) |